# Operacija Gladio
Gládio (po latinskem gladio - meč) je ime skrivne organizacije in dejavnosti NATO po drugi svetovni vojni v Italiji. Podobne organizacije so delovale v vseh drugih državah zahodne Evrope, članicah NATA, pa tudi v nekaterih nevtralnih državah. Kodna imena organizacij so bila različna, uveljavilo pa se je posplošenje: Gladio označuje poleg italijanske tudi vse podobne organizacije. Namen Gladia je bil usposobiti posameznike, enote in mrežo za delovanje v zaledju po morebitni invaziji sil Varšavskega pakta. Tajnost je bila zahtevana že zato, da organizacije invazijske sile ne bi takoj onesposobile. Ker do v spopadov času hladne vojne ni prišlo, so organizacije Gladio delovale predvsem na notranje-političnem področju z akcijami, ki naj bi preprečile uveljavljanje komunističnih in drugih levičarskih sil.
Strategija delovanja organizacij Gladio je vključevala ustvarjanje ozračja negotovosti z akcijami, ki so jih pripisali levičarskim skupinam. Po strateškem načrtu NATO je bilo potrebno za vsako ceno preprečiti prevzem oblasti s strani komunistov zlasti v Italiji, kjer so bile komunistične stranke najmočnejše. 
Dolgoletni predsednik italijanske vlade Andreotti je leta 1990 priznal obstoj Gladia, zanikal pa je soudeležbo organizacije v številnih bombnih napadih v »svinčenih letih«, 60-tih do 80-tih let 20. stoletja. Parlamentarni komisiji, ki je raziskovala bombne napade je predložil seznam 622 civilistov, ki naj bi pripadali Gladiu in zatrdil, da je 127 skladišč orožja že razpuščenih. Pričanja pred komisijo (Commissione Stragi) je razkrilo povezave med Gladiom in neofašističnimi skupinami ter celo z organizacijo Rdečih brigad. Povezave so razumljive že zaradi skupnega interesa: onemogočiti dostop komunistični stranki do vzvodov oblasti, celo za ceno izrednega stanja v državi, ki bi bilo posledica terorističnih akcij. Vrhunec dogajanja je bil umor ministrskega predsednika Alda Mora, ki je pripravljal »zgodovinski kompromis« med krščansko demokracijo in komunistično stranko Italije. Ugrabljen je bil 16. marca 1978 le dan po sklenitvi načelnega dogovora o sodelovanju. Neposredne povezave med organizacijo Gladio in umorom Alda mora niso potrjene z dokazi, je pa Gladio upoštevan v nekaterih hipotezah o ozadju tega političnega umora.
Nekatera pričanja kažejo na udeležbo ameriške obveščevalne agencija (CIA), vsaj pri oskrbi z orožjem. Ameriško zunanje ministrstvo zanika udeležbo organizacije v terorističnih akcijah. 

## Politični in propagandni spori
Obstoj operacije Gladio v večini zahodno-evropskih držav ostaja sporna, kljub številnim objavam. 
Švicarski zgodovinar Daniele Ganser je objavil obsežno študijo o operaciji Gladio,. Po nekaterih kritikah naj bi bil pod vplivom sovjetskih propagandnih ponaredkov. Osnove za študijo so nastale v letih 2003–2006, ko je bil Ganser višji raziskovalec na centru za varnostne študije na Švicarski državni tehniški visoki šoli (ETH Zürich), v Centru za varnostne študije (Center for Security Studies (CSS)).

## Resolucija Evropskega parlamenta o Gladiu
Evropski parlament je 22. novembra 1990 sprejel resolucijo   s katero je obsodil Gladio in zahteval polno preiskavo - ki še ni opravljena - ter popolno odstranitev teh paravojaških struktur.